# Copa Porsche Carrera

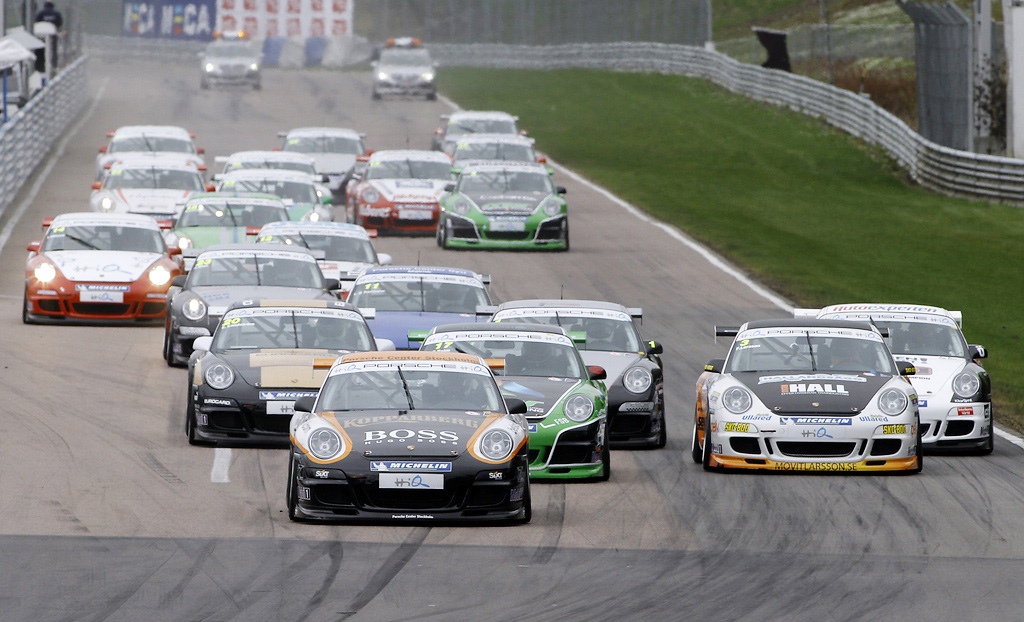
Carrera de la Copa Porsche Carrera Escandinavia 2010 en Knutstorp, Suecia.

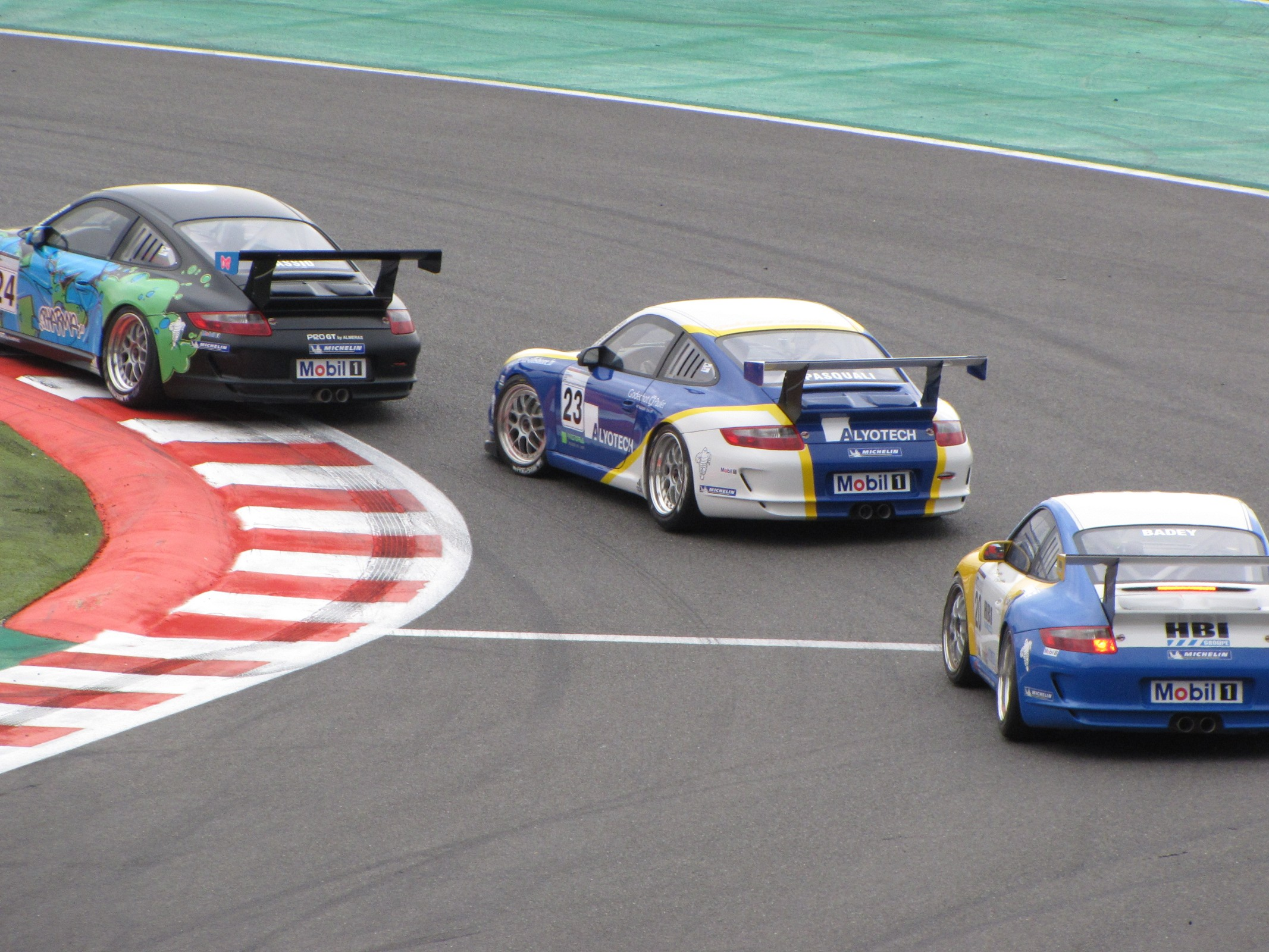
Carrera de la Copa Porsche Carrera Francia 2010 en Spa-Francorchamps, Bélgica.

La Copa Porsche Carrera es un conjunto de campeonatos monomarca de automovilismo que promociona el fabricante alemán de automóviles deportivos Porsche. Sus pilotos abarcan desde pilotos amateurs fanáticos de la marca hasta aspirantes a pilotos profesionales de gran turismo, quienes se agrupan en distintas clasificaciones.
"Copa Porsche Carrera" hace referencia al modelo que se usa actualmente, el Porsche 911, cuya versión básica se llama Carrera, en referencia a la prueba Carrera Panamericana.

## Historia
La Copa Porsche Carrera surgió en Alemania en 1986, cuando la marca comenzó a organizar la Copa Porsche 944 Turbo, que como indica su nombre se diputaba con el Porsche 944 Turbo. Francia adoptó un torneo idéntico en 1987. Ante el final del ciclo de vida del modelo, la copa alemana adoptó como sustituto el Porsche 911 964 en 1990. La copa francesa hizo lo mismo en 1991.
En 1993, Porsche creó la Supercopa Porsche. Tiene carácter internacional, ya que acompaña al Campeonato Mundial de Fórmula 1 en la mayoría de los Grandes Premios europeos y algunos en otros continentes.
Desde comienzos de la década de 2000, Porsche ha ido creando más versiones de la Copa Porsche Carrera: Japón tuvo la suya en 2001, Gran Bretaña, Asia y Australia en 2003, Escandinavia en 2004, Estados Unidos y Brasil en 2005, Italia en 2007, Oriente Medio en 2009, Europa del Este en 2010 y Canadá en 2011.
La edición australiana duró seis años y se dejó de disputar una vez terminada la temporada 2008, pero retornó en 2011.
Algunas de ellas cubren varios países: la versión estadounidense corre también en Canadá; la francesa ha visitado Bélgica; la de Oriente Medio recorre Emiratos Árabes Unidos, Baréin y Arabia Saudita; la asiática cubre China, Malasia y Singapur; la de Europa del Este corre en Turquía y República Checa; y la brasileña ha visitado Argentina y Portugal.

## Características
Los automóviles participantes más recientes son Porsche 911 997 Cup, desarrollados específicamente para el certamen. En su última versión, tienen un motor gasolina atmosférico de seis cilindros bóxer de 3,8 litros de cilindrada y 450 CV de potencia máxima. Llevan una caja de cambios manual secuencial de seis marchas y pesan 1.200 kg.
Algunas versiones de la Copa Porsche Carrera permiten modelos anteriores, para aumentar la cantidad de participantes. Los 911 Cup se permiten en otros torneos, por ejemplo la American Le Mans Series y la Le Mans Series en la clase GTC.
La mayoría de las Copa Porsche Carrera acompañan a alguno de los principales campeonatos de automovilismo de su región:
- La Copa Porsche Carrera Alemania acompaña al Deutsche Tourenwagen Masters.
- La Copa Porsche Carrera Francia sigue el calendario del Campeonato de Francia de Gran Turismos.
- La Copa Porsche Carrera Gran Bretaña corre junto al Campeonato Británico de Turismos.
- La Copa Porsche Carrera Escandinavia visita los mismos circuitos que el Campeonato Sueco de Turismos.
- La Copa Porsche Carrera Japón corre generalmente junto con el Super GT Japonés.
- El Campeonato Australiano Copa Porsche es telonero de los V8 Supercars.
- El Desafío Copa Porsche GT3 de la IMSA estadounidense compite junto a la American Le Mans Series.
- El Desafío Copa Porsche GT3 Nueva Zelanda compite junto a los NZV8.
- La Copa  Porsche Carrera Cup de Chile acompañó al Campeonato Chileno de Velocidad entre 2017 y 2022. Desde 2023 realiza sus competencias de manera independiente.
- La Copa Porsche GT3 de Argentina acompañó al Turismo Carretera en el año 2018. Tras esto, la misma se independizó compitiendo con su propio calendario.

No obstante, algunas corren sin otras categorías en un ambiente más íntimo, o bien con competiciones amateurs.
- La Copa Porsche Carrera Italia acompaña al Campeonato Italiano de Prototipos, excepto una fecha junto al Open Internacional de GT.
- El Campeonato Porsche GT3 Cup Challenge Brasil corre en solitario.

A veces, la Copa Porsche Carrera local acompaña a la Fórmula 1, sea en sustitución de la Supercopa Porsche o como añadido. También ha aparecido en otras carreras prestigiosas, como las 24 Horas de Le Mans y el Gran Premio de Macao. Asimismo, en 2011, se disputó por primera vez la Copa Mundial Porsche Carrera, una carrera de seis vueltas al circuito largo de Nürburgring, de 25 km de longitud, como antesala de las 24 Horas de Nürburgring. Fue fecha puntuable de la Supercopa Porsche y los torneos de Alemania, Francia, Gran Bretaña, Italia y Escandinavia.

## Campeones
| Temporada | Alemania           | Francia             | Supercup            | Japón             | Gran Bretaña      | Australia        | Asia                 | Escandinavia         | Brasil             | Italia               |
| --------- | ------------------ | ------------------- | ------------------- | ----------------- | ----------------- | ---------------- | -------------------- | -------------------- | ------------------ | -------------------- |
| 1986      | Joachim Winkelhock | No se disputó       | No se disputó       | No se disputó     | No se disputó     | No se disputó    | No se disputó        | No se disputó        | No se disputó      | No se disputó        |
| 1987      | Roland Asch        | René Metge          | No se disputó       | No se disputó     | No se disputó     | No se disputó    | No se disputó        | No se disputó        | No se disputó      | No se disputó        |
| 1988      | Roland Asch        | André Bourdon       | No se disputó       | No se disputó     | No se disputó     | No se disputó    | No se disputó        | No se disputó        | No se disputó      | No se disputó        |
| 1989      | Roland Asch        | Michel Maisonneuve  | No se disputó       | No se disputó     | No se disputó     | No se disputó    | No se disputó        | No se disputó        | No se disputó      | No se disputó        |
| 1990      | Olaf Manthey       | Michel Maisonneuve  | No se disputó       | No se disputó     | No se disputó     | No se disputó    | No se disputó        | No se disputó        | No se disputó      | No se disputó        |
| 1991      | Roland Asch        | Jean-Pierre Malcher | No se disputó       | No se disputó     | No se disputó     | No se disputó    | No se disputó        | No se disputó        | No se disputó      | No se disputó        |
| 1992      | Uwe Alzen          | Dominique Dupuy     | No se disputó       | No se disputó     | No se disputó     | No se disputó    | No se disputó        | No se disputó        | No se disputó      | No se disputó        |
| 1993      | Wolfgang Land      | Dominique Dupuy     | Altfrid Heger       | No se disputó     | No se disputó     | No se disputó    | No se disputó        | No se disputó        | No se disputó      | No se disputó        |
| 1994      | Bernd Mayländer    | Christophe Bouchut  | Uwe Alzen           | No se disputó     | No se disputó     | No se disputó    | No se disputó        | No se disputó        | No se disputó      | No se disputó        |
| 1995      | Harald Grohs       | Christophe Bouchut  | Jean-Pierre Malcher | No se disputó     | No se disputó     | No se disputó    | No se disputó        | No se disputó        | No se disputó      | No se disputó        |
| 1996      | Ralf Kelleners     | Christophe Bouchut  | Emmanuel Collard    | No se disputó     | No se disputó     | No se disputó    | No se disputó        | No se disputó        | No se disputó      | No se disputó        |
| 1997      | Wolfgang Land      | Dominique Dupuy     | Patrick Huisman     | No se disputó     | No se disputó     | No se disputó    | No se disputó        | No se disputó        | No se disputó      | No se disputó        |
| 1998      | Dirk Müller        | Dominique Dupuy     | Patrick Huisman     | No se disputó     | No se disputó     | No se disputó    | No se disputó        | No se disputó        | No se disputó      | No se disputó        |
| 1999      | Lucas Luhr         | Dominique Dupuy     | Patrick Huisman     | No se disputó     | No se disputó     | No se disputó    | No se disputó        | No se disputó        | No se disputó      | No se disputó        |
| 2000      | Jörg Bergmeister   | Christophe Bouchut  | Patrick Huisman     | No se disputó     | No se disputó     | No se disputó    | No se disputó        | No se disputó        | No se disputó      | No se disputó        |
| 2001      | Timo Bernhard      | Philippe Gache      | Jörg Bergmeister    | Yasuo Miyakawa    | No se disputó     | No se disputó    | No se disputó        | No se disputó        | No se disputó      | No se disputó        |
| 2002      | Marc Lieb          | Sébastian Dumez     | Stéphane Ortelli    | Takashi Inoue     | No se disputó     | No se disputó    | No se disputó        | No se disputó        | No se disputó      | No se disputó        |
| 2003      | Frank Stippler     | Sébastian Dumez     | Frank Stippler      | Masayuki Yamamoto | Barry Horne       | Jim Richards     | Charles Kwan         | No se disputó        | No se disputó      | No se disputó        |
| 2004      | Mike Rockenfeller  | James Ruffier       | Wolf Henzler        | Masayuki Yamamoto | Richard Westbrook | Alex Davison     | Matthew Marsh        | Robin Rudholm        | No se disputó      | No se disputó        |
| 2005      | Christian Menzel   | Anthony Beltoise    | Alessandro Zampedri | Isao Ihashi       | Damien Faulkner   | Fabian Coulthard | Jonathan Cocker      | Fredrik Ros          | Beto Posses        | No se disputó        |
| 2006      | Dirk Werner        | Anthony Beltoise    | Richard Westbrook   | Isao Ihashi       | Damien Faulkner   | Craig Baird      | Darryl O'Young       | Fredrik Ros          | Xandy Negrão       | No se disputó        |
| 2007      | Uwe Alzen          | Patrick Pilet       | Richard Westbrook   | Shinichi Takagi   | James Sutton      | David Reynolds   | Tim Sugden           | Edward Sandström     | Ricardo Baptista   | Andrea Boldrini      |
| 2008      | René Rast          | Anthony Beltoise    | Jeroen Bleekemolen  | Akihiro Tsuzuki   | Tim Harvey        | Craig Baird      | Darryl O'Young       | Jocke Mangs          | Miguel Paludo      | Luigi Ferrara        |
| 2009      | Thomas Jäger       | Renaud Derlot       | Jeroen Bleekemolen  | Yasuhiro Shimizu  | Tim Bridgman      | No se disputó    | Christian Menzel     | Jocke Mangs          | Miguel Paludo      | Alessandro Balzan    |
| 2010      | Nicolas Armindo    | Frédéric Makowiecki | René Rast           | Yasuhiro Shimizu  | Tim Harvey        | No se disputó    | Christian Menzel     | Robin Rudholm        | Ricardo Rosset     | Alessandro Balzan    |
| 2011      | Nick Tandy         | Kévin Estre         | René Rast           | Hideto Yasuoka    | James Sutton      | Craig Baird      | Keita Sawa           | Robin Rudholm        | Constantino Júnior | Alessandro Balzan    |
| 2012      | René Rast          | Jean-Karl Vernay    | René Rast           | Ryō Hirakawa      | Michael Meadows   | Craig Baird      | Alexandre Imperatori | Johan Kristoffersson | Ricardo Baptista   | Vito Postiglione     |
| 2013      | Kévin Estre        | Gael Castelli       | Nicki Thiim         | Ryo Ogawa         | Michael Meadows   | Craig Baird      | Earl Bamber          | Johan Kristoffersson | Ricardo Rosset     | Enrico Fulgenzi      |
| 2014      | Philipp Eng        | Côme Ledogar        | Earl Bamber         | Ryo Ogawa         | Josh Webster      | Steven Richards  | Earl Bamber          | Oscar Palm           | Constantino Júnior | Matteo Cairoli       |
| 2015      | Philipp Eng        | Maxime Jousse       | Philipp Eng         | Yuya Motojima     | Dan Cammish       | Nick Foster      | Chris van der Drift  | Johan Kristoffersson | Ricardo Rosset     | Riccardo Agostini    |
| 2016      | Sven Müller        | Mathieu Jaminet     | Sven Müller         | Tsubasa Kondo     | Dan Cammish       | Matt Campbell    | Nico Menzel          | Fredrik Larsson      | Lico Kaesemodel    | Côme Ledogar         |
| 2017      | Dennis Olsen       | Julien Andlauer     | Michael Ammermüller | Shinji Takei      | Charlie Eastwood  | David Wall       | Chris van der Drift  | Jocke Mangs          | Rodrigo Baptista   | Alessio Rovera       |
| 2018      | Thomas Preining    | Ayhancan Güven      | Michael Ammermüller | Tsubasa Kondo     | Tio Ellinas       | Jaxon Evans      | Chris van der Drift  | Lukas Sundahl        | Werner Neugebauer  | Gianmarco Quaresmini |
| 2019      | Julien Andlauer    | Ayhancan Güven      | Michael Ammermüller | Ukyo Sasahara     | Daniel Harper     | Jordan Love      | Philip Hamprecht     | Lukas Sundahl        | Marçal Müller      | Simone Iaquinta      |
| 2020      | Larry ten Voorde   | Jaxon Evans         | Larry ten Voorde    | Tsubasa Kondo     | Harry King        | No se disputó    | No se disputó        | Lukas Sundahl        | Miguel Paludo      | Simone Iaquinta      |
| 2021      | Larry ten Voorde   | Marvin Klein        | Larry ten Voorde    | Tsubasa Kondo     | Dan Cammish       | Cameron Hill     | Daniel Lu Wenlong    | Lukas Sundahl        | Miguel Paludo      | Alberto Cerqui       |
| 2022      | Laurin Heinrich    | Marvin Klein        | Dylan Pereira       | Ryo Ogawa         | Kiern Jewiss      | Harri Jones      | Leo Ye               | Lukas Sundahl        | Enzo Elias         | Gianmarco Quaresmini |